# Gstaad
Gstaad (toponimo tedesco) è una frazione del comune svizzero di Saanen, nel Canton Berna (regione dell'Oberland, circondario di Obersimmental-Saanen).

## Storia
L'abitato di Gstaad si sviluppò nel corso del Medioevo al crocevia delle strade per Valais e Vaud.

## Monumenti e luoghi d'interesse
- Cappella di San Nicola, eretta nel 1402[1];
- Chiesa cattolica, eretta nel 1930[1].

## Cultura
L'Istituto Le Rosey, prestigioso collegio privato, ha la propria sede invernale a Gstaad.

## Economia
Stazione sciistica sviluppatasi a partire dagli anni 1900, è una nota meta di turismo invernale di lusso grazie alle numerose piste da sci e rifugi montani, ma è frequentata anche negli altri periodi dell'anno (nel mese di settembre anche grazie al Gstaad Country Night, festival di musica country), in particolare da numerosi oligarchi russi

## Infrastrutture e trasporti

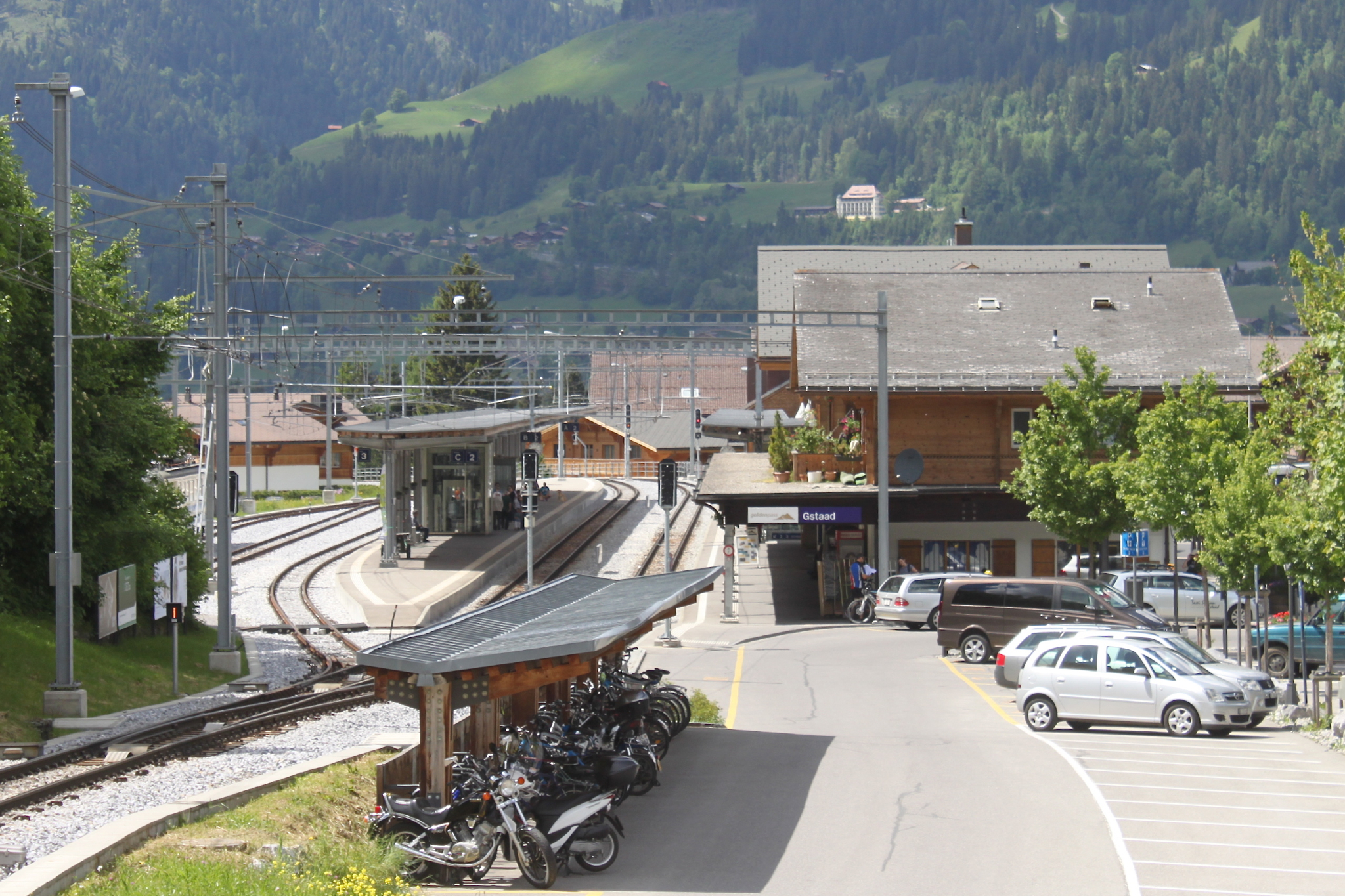
La stazione di Gstaad

Gstaad è servito dall'omonima stazione sulla ferrovia Montreux-Oberland Bernese.

## Sport
Gstaad ha ospitato numerose competizioni sportive internazionali. Per il beach volley, ha ospitato la tappa del World tour di beach volley e i Campionati mondiali del 2007; per lo sci alpino, varie tappe della Coppa del Mondo; per lo sci nordico, il trampolino Mattenschanze, prima di essere smantellato nel 1992, varie tappe della Coppa del Mondo di salto con gli sci; per il tennis, Gstaad è sede dal 1915 un torneo di tennis internazionale, dal 2009 parte delle ATP World Tour 250 series, che nel corso del tempo ha assunto varie denominazioni (dal 2022 EFG Swiss Open Gstaad).